# Slimane Illoul
Slimane Illoul (en arabe : سليمان ايلول) est un footballeur algérien né le 12 décembre 1983 à Kouba. Il évoluait au poste de milieu gauche.

## Biographie
Slimane Illoul dispute un total de 99 matchs en première division algérienne avec le RC Kouba, le CA Bordj Bou Arreridj et le MC Alger. Il inscrit trois buts dans ce championnat.

## Palmarès
- Néant.